# Montmorillonitický jíl
Montmorillonitické jíly vznikají přeplavením bentonitu. Používají se ve stavebnictví k zahušťování výplachu, k hlubinnému vrtání, odbarvování a čištění olejů, ke změkčování tvrdé vody, jako přísada do slévárenských písků, při výrobě cementu, při výrobě zubních past, přidávají se do barev, papíru a některých farmaceutik.